# По направлению к нулю (сериал)
«По направлению к нулю» (англ. Towards Zero) — британский телесериал канала BBC One. Экранизация романа Агаты Кристи «Час ноль» 1944 года, автором сценария телеадаптации стала Рэйчел Беннетт.

## Сюжет
Сюжет сериала рассказывает о загадке убийства, связанной с недавно разведённым британским теннисистом, отдыхающим в доме своей престарелой тётушки Камиллы на южном побережье Англии в 1930-х годах.

## В ролях
- Анжелика Хьюстон — Камилла, леди Трессилиан
- Оливер Джексон-Коэн — Невилл Стрэндж
- Элла Лили Хайланд — Одри Стрэндж
- Мими Кин — Кей Эллиотт-Стрендж
- Джеки Клейн
- Грейс Доэрти
- Джек Фартинг — Томас Ройд
- Кларк Питерс — мистер Тревес
- Мэттью Рис — инспектор Лич
- Анджана Васан — Мэри Олдин
- Халил Бен Гарбия
- Адам Хьюгилл

## Производство
Автором сценария телеадаптации одноимённого романа Агаты Кристи стала Рэйчел Беннетт, которая также является исполнительным продюсером. Исполнительными продюсерами стали Джеймс Причард от компании Agatha Christie Limited, Дэмиен Тиммер и Шина Бактауонсинг от компании Mammoth Screen, Даниэль Скотт-Хотон от BBC, и Рима Сакаан, Стивен Най и Роберт Шилдхаус от BritBox International. Режиссёром сериала стал Сэм Йейтс.
В июне 2024 года в актерский состав вошли Анжелика Хьюстон, Оливер Джексон-Коэн, Элла Лили Хайланд, Мими Кин, Джеки Клун, Грейс Доэрти, Джек Фартинг, Кларк Питерс, Мэттью Рис и Анджана Васан.
Съёмки начались летом 2024 года в Бристоле и Девоне. Почти все работы прошли в районе Солент, который расположен между побережьем Хэмпшира и островом Уайт. Отдельные сцены снимали и на самом острове Уайт. Локации выбрали из-за сохранившейся архитектуры и атмосферы 1930-х, времени действия романа.